# خبر (منطق)
في المنطق، الخبر أو العبارة (بالإنجليزية: Statement) هو جملة خبرية ذات معنىً تحتمل إما الصحة أو الخطأ. ينقسم التقرير إلى خبر بسيط وخبر مركب. الخبر البسيط هو ما حمل جملة خبرية واحدة بينما المركب يتضمن أكثر من جملة خبرية

## أمثلة
أمثلة على جمل خبرية (قد تحتمل الصحة أو الخطأ):
- سُقراط رجلٌ.
- المثلث يحوي 3 أضلاع.
- تدور الشمس حول الأرض.
- العدد الزوجي يقبل القسمة على 2.
- الصيف فصل من فصول السنة.

أمثلة على جمل غير خبرية:
- ما اسمك؟
- ما أجمل فصل الربيع!
- هل المثلث متساوي الأضلاع متساوي الزوايا؟
- لا تقسم على الصفر.